# 7,8,3'-三羟基黄酮
7,8,3'-三羟基黄酮（英語：7,8,3′-Trihydroxyflavone，缩写为7,8,3'-THF）是一种黄酮类化合物，7,8-二羟基黄酮的衍生物，可作为脑源性神经营养因子受体TrkB的小分子激动剂。